# Gạo nếp cẩm

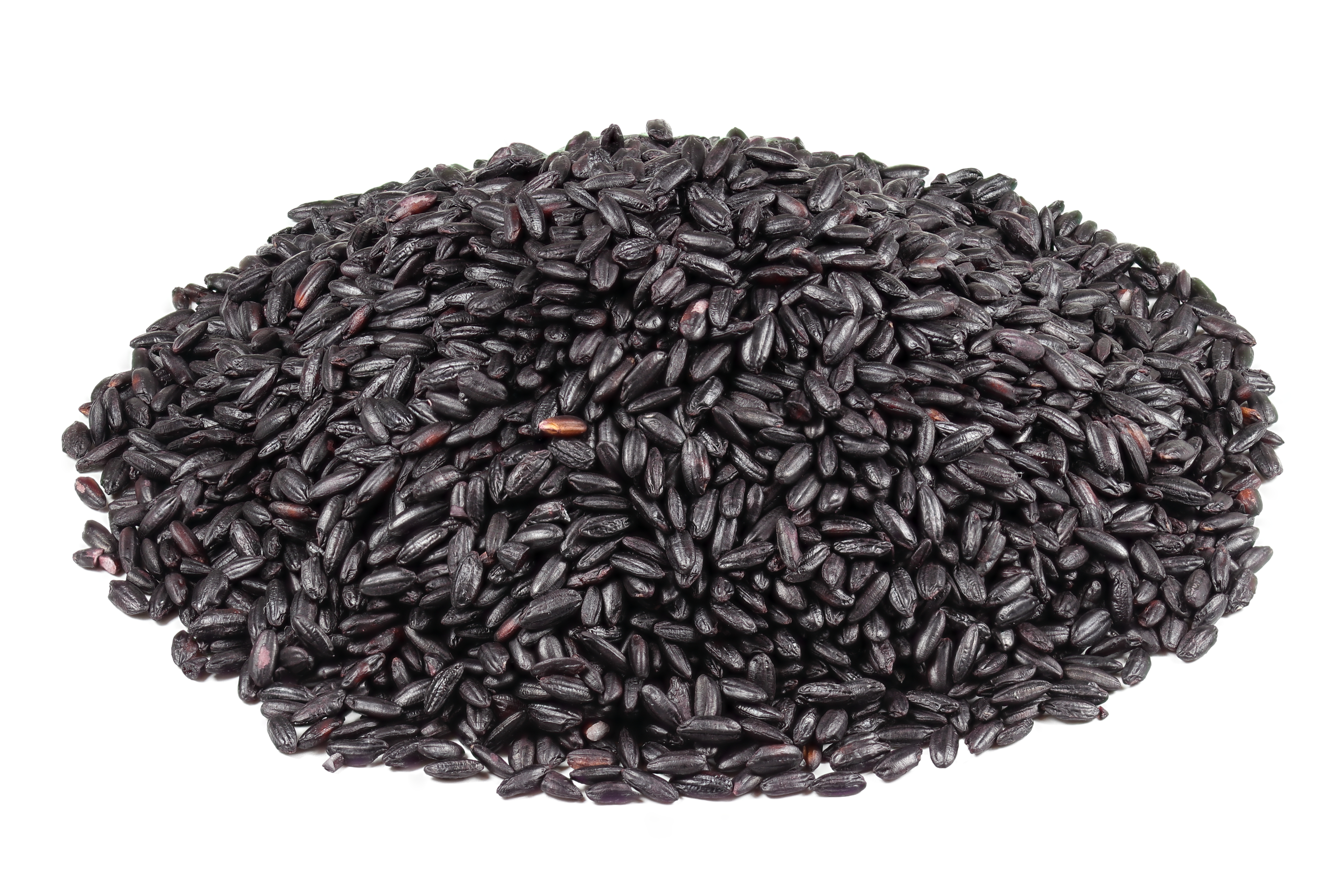
Gạo nếp cẩm

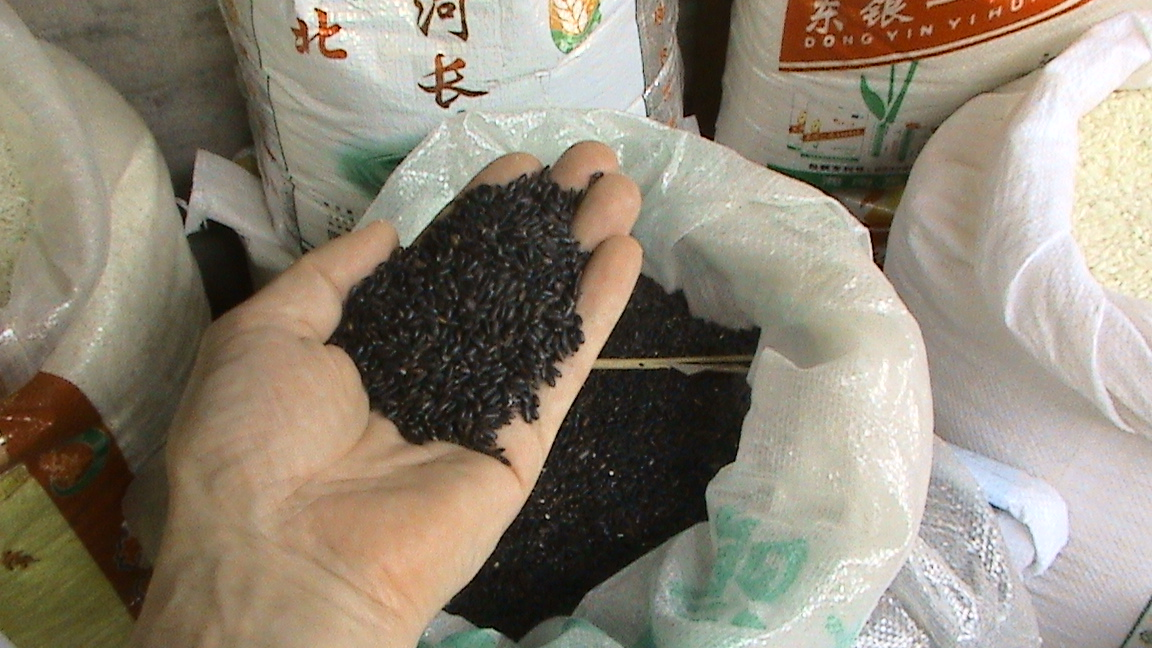
Gạo nếp than được bán ở Trung Quốc

Gạo nếp cẩm là các loại gạo thuộc loài Oryza sativa L., một số trong số đó là gạo nếp. Giống bao gồm gạo nếp than Indonesia, gạo balatinaw của Philippines, và gạo nếp hoa nhài Thái Lan. Gạo đen được gọi là chak-hao ở Manipur, nơi món tráng miệng làm từ gạo nếp cẩm được phục vụ trong các bữa tiệc lớn. Ở Bangladesh, nó được gọi là kalo dhaner chaal và được sử dụng để làm polao hoặc gạo tráng miệng. Vỏ cám (lớp ngoài cùng) của gạo nếp cẩm được tìm thấy chứa lượng anthocyanin ở mức cao nhất trong các loại thực phẩm. Hạt có một lượng chất xơ tương tự như gạo lứt và giống như gạo lứt, có vị hạt dẻ.
Gạo nếp cẩm có màu đen sẫm và thường chuyển sang màu tím sẫm khi nấu. Màu tím đậm của nó chủ yếu là do hàm lượng anthocyanin cao của nó, cao hơn tính theo trọng lượng so với các loại hạt khác. So với các loại gạo khác, nếp cẩm có hàm lượng protein cao hơn 6,8% và chất béo cao hơn 20%. Không chỉ thế, nó còn chứa tới tám loại amino acid cùng carotene và các nguyên tố vi lượng cần thiết. Trong gạo nếp cẩm chứa chất xơ, chất chống oxy hóa tương đương với quả việt quất hay quả mâm xôi, đặc biệt là nguồn vitamin E phong phú. Nó phù hợp để nấu cháo, món tráng miệng, bánh gạo nếp cẩm truyền thống của Trung Quốc, bánh mì và mì sợi.